# قلعه توئیشی

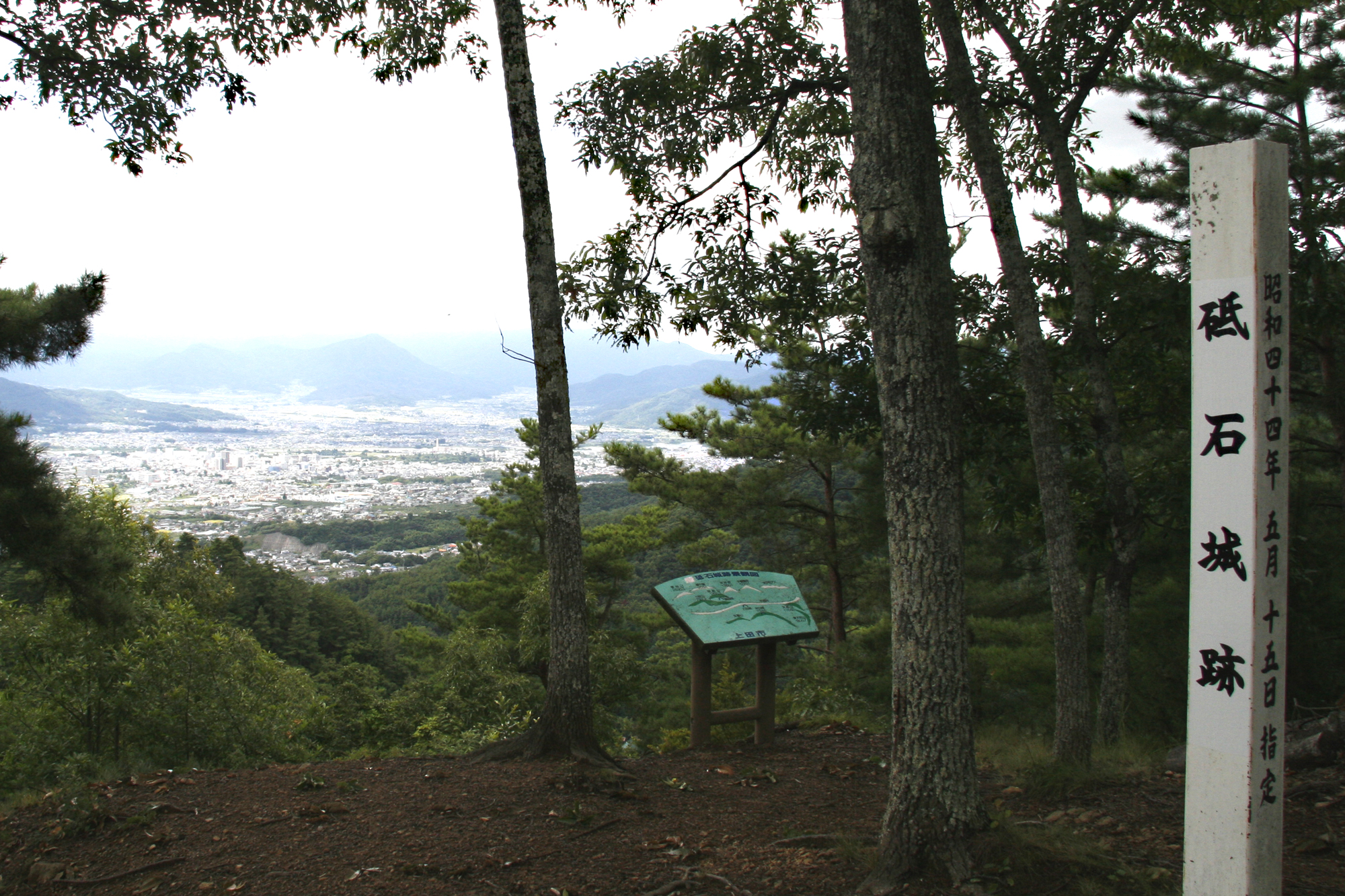
]قلعه توئیشی

قلعه توئیشی (به ژاپنی: 戸石城 といしじょう)، یک قلعه ژاپنی واقع در شهرستان چیساگاتا، ناگانو، ولایت شینانو (در حال حاضر اوئدا، ناگانو، شهر اوئدا، استان ناگانو). قالب آن یاماشیرو (قلعه کوهستانی) است. تاریخ ساخت قلعه نامشخص است، اما گفته می‌شود که ابتدا به عنوان یک قلعه بیرونی برای خاندان سانادا ساخته شد. قلعه توئیشی به‌طور گسترده توسط موراکامی یوشیکیو به عنوان پایگاهی برای منطقه اوگاتا و منطقه ساکو بازسازی شد.
قلعه توئیشی در مرز بین شهرستان هانیشینا، ناگانو، پایگاه اصلی خاندان موراکامی و اوئه‌دادایرا واقع شده است.
این پایگاه به عنوان مهم‌ترین پایگاه بود که قلمرو موراکامی را به استان‌های کوچکی مانند شیئوتادائیرا (塩田平) و قلمرو اصلی را وصل می‌کرد و ژنرال‌های قدرتمندی مانند گاکوگانجی هیکاروجی و یامادا کونیماسا در آنجا مستقر بودند.
در ژوئن ۱۵۴۱، حادثه ای در ولایت کای رخ داد که در آن تاکدا نوبوتورا توسط پسر بزرگش هارونوبو (تاکدا شینگن) تبعید شد. نوبوتورا با خاندان سووا در ولایت شینانو متحد بود، اما در سال ۱۵۴۰، به درخواست مونه‌تسونا اومینو، کانتو کانری اوئنو، از اوئه‌سوگی نوریماسا، او نیروهای خود را به مناطق ساکو و اوگاتا اعزام و سووا یوریشیگه بدون امتناع با تاکدا مبارزه کرد. او با خاندان اوئه‌سوگی صلح کرد و قلمرو آنها را به آنها واگذار کرد. هارونوبو/شینگن این را نقض معاهده دانست و در ماه یازدهم سال تنبون نیروهایی را برای جنگ سووا اعزام کرد، یوریشیگه را نابود کرد و کنترل شهرستان سووا را به دست گرفت.